# Eduardo Escobar
Pour les articles homonymes, voir Escobar.
Eduardo Jose Escobar (né le 5 janvier 1989 à Villa de Cura, Aragua, Venezuela) est un joueur de troisième but de la Ligue majeure de baseball.

## Carrière

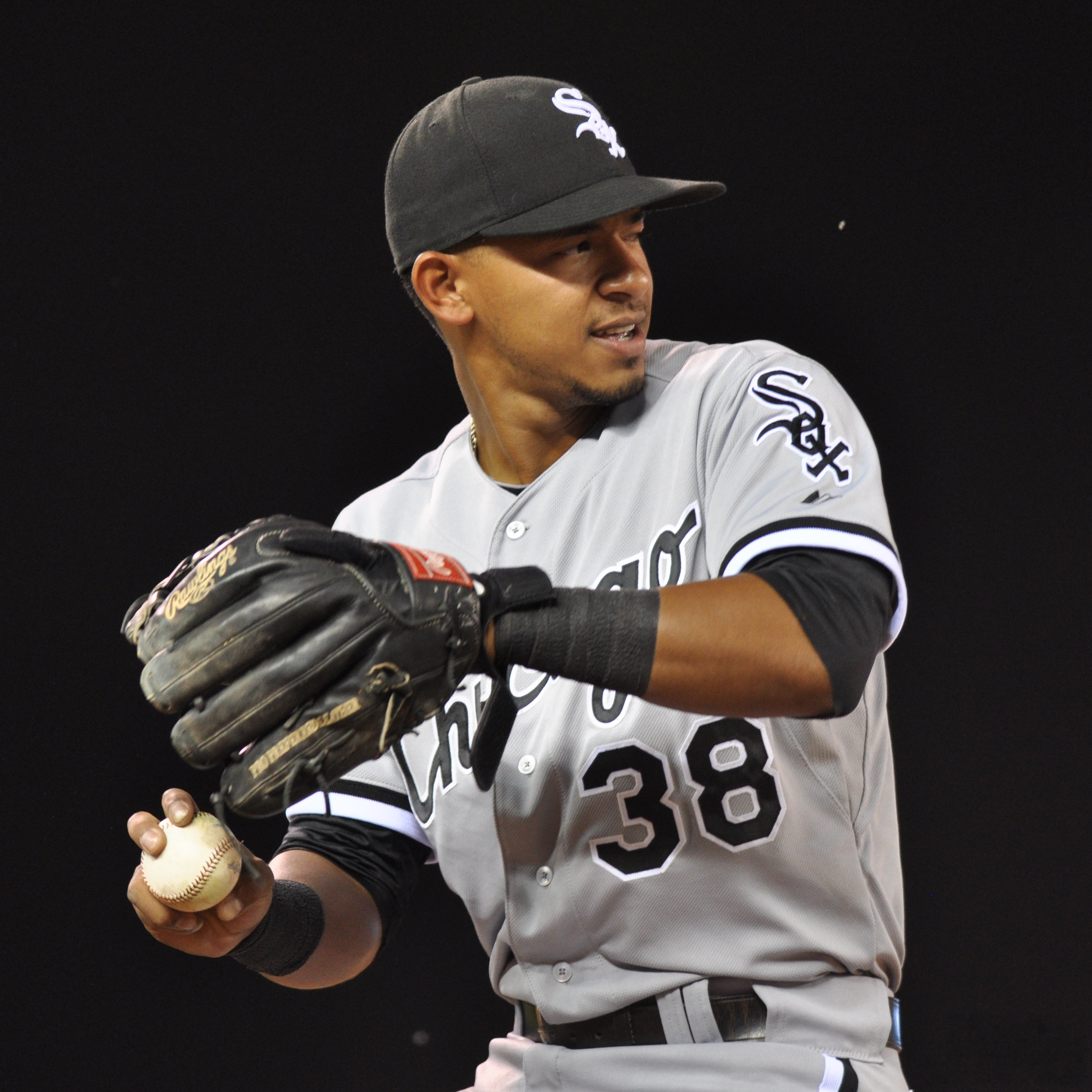
Escobar en juin 2012 avec les White Sox.

Eduardo Escobar signe son premier contrat professionnel en 2006 avec les White Sox de Chicago.
Il fait ses débuts dans le baseball majeur avec les White Sox à Détroit face aux Tigers. À sa première présence au bâton, il obtient face au lanceur Justin Verlander son premier coup sûr dans les majeures. Il maintient une moyenne au bâton de ,286 avec deux coups sûrs en sept présences au bâton à ses 9 matchs joués pour les Sox en 2011. 
Escobar compte 18 coups sûrs et trois points produits en 36 matchs pour les White Sox en 2012 lorsqu'il est échangé le 28 juillet 2012 aux Twins du Minnesota. Chicago ajoute le lanceur gaucher des ligues mineures Pedro Hernandez pour acquérir des Twins le lanceur gaucher Francisco Liriano. Escobar produit 6 points en 14 parties au Minnesota après son arrivée pour terminer 2012 avec une moyenne au bâton de ,214 et 9 points produits en 50 parties jouées pour les Sox et les Twins.